# Charles Lory

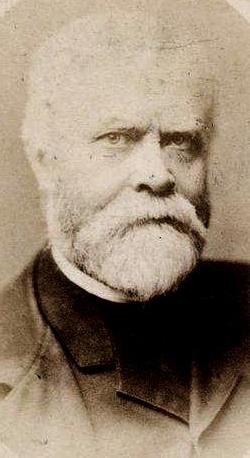
Charles Lory

Charles Lory (* 30. Juli 1823 in Nantes; † 3. Mai 1889 in Grenoble) war ein französischer Geologe, bekannt als ein Pionier der Alpengeologie.

## Leben
Lory war in Nantes ein hervorragender Schüler, obwohl er eher wortkarg war. Er studierte 1840 bis 1843 an der Ecole Normale Superieure, erhielt die Agrégation in Physik (und drei Lizenziate) und wurde zunächst Physik-Professor am Collège in Grenoble. Er wollte sich dort in den Alpen auf Geologie spezialisieren, nachdem sein Lehrer Edmond Hébert ihn für das Fach interessiert hatte. Auf Grundlage der Untersuchungen über die Kreide der Gegend von Grenoble erstellte er seine Dissertation (geschrieben in Poitiers) und wurde 1847 promoviert. 1846 wurde er Physik-Professor am Lyzeum in Besançon, was er drei Jahre blieb bis ihm der Geologie-Professor Achille Ernest Oscar Joseph Delesse (1817–1881) eine Stelle als Suppleant des Lehrstuhls einräumte. In dieser Zeit erforschte er die französische und Schweizer Jura, die ihn wegen ihrer Mischung aus Einfachheit der großräumigen Strukturen und lokaler Komplexität faszinierte. Gleichzeitig waren sie die bis dahin am besten erforschten Gebirgsregionen Frankreichs und im Gegensatz zu den Alpen, die er später vor allem erkundete, viel einfacher zugänglich. 1849 wurde er als Nachfolger von Émile Guyemard (1788–1869) Professor für Geologie an der Universität Grenoble. 1871 wurde er Dekan der Fakultät für Naturwissenschaften.

## Werk
Er erforschte die französischen Alpen (und anderen Teilen der Alpen) und kartierte im Département Isère, Département Drôme und Département Hautes-Alpes, befasste sich aber auch mit der Umgebung von Genf. Er fand auch mehrere längliche, scharf abgegrenzte große tektonische Zonen in den Savoyer Alpen und bestätigte Ansichten von Alphonse Favre bezüglich Überschiebungen und daraus folgende Schichtenumkehr und -verdopplung.
Außerdem befasste er sich mit Fossilien und Stratigraphie der Kreide – besonders in der Gegend von Grenoble – und des Jura im Alpenvorland. Besonders interessierte ihn der Übergang von Jura zu Kreide. Er fand, dass er kontinuierlich erfolgte und der Rückgang des Jurameeres von Süßwasserablagerungen von großen Seen begleitet wurde, worauf eine erneute marine Transgression folgte. Er wollte eine großangelegte Arbeit über die französische Jura schreiben und zog den Geologen Pidancet heran (einen Schüler des Pioniers der Jura-Forschung Jules Thurmann). Das erwies sich als große Enttäuschung. Pidancet unterstützte ihn kaum und verbreitete stattdessen, Lory wolle anderen Geologen die Lorbeeren rauben, was diesen verzweifeln ließ, bevor er aus Besancon nach Grenoble berufen wurde, wo er für die Dauphiné das leisten wollte, was Thurmann für die Schweizer Jura leistete. In der unteren Kreide konnte er die Kenntnislücke zwischen den Schichten in Grenoble und denen des Pariser Beckens schließen.
Er leistete auch einen wichtigen Beitrag zu einer damaligen stratigraphischen Kontroverse um Kohlevorkommen (Anthrazite) in den Alpen (Sandsteine mit Kohle aus Sümpfen wechselten sich mit Meeresablagerungen – Schiefer mit Belemniten – ab). Elie de Beaumont und andere wollten die hergebrachten Grundsätze der Stratigraphie und Paläontologie über den Haufen werfen, Adolphe Brongniart und Charles Lyell hielten am Primat der paläontologischen Befunde fest. Beispielsweise gab es in der Gegend des Mont-Blanc neben dem kristallinen Massiv im Tal von Chamonix ein muldenartiges Vorkommen von Lias und Trias Sedimenten und auf dem nahen Aiguilles Rouges eine horizontale Abfolge dieser Sedimente über dem Kristallin. Lory erklärte das so, dass die Sedimente ursprünglich horizontal abgelagert wurden (wie es herkömmliche Stratigraphie nach Lyell und anderen forderte), dann aber wurde der Untergrund durch Verwerfungen zerbrochen und die Sedimente kamen durch Gleit- und Faltungsbewegungen in die heutige Lage.
Lory beriet auch die Stadt Grenoble in Fragen der Wasserversorgung.
1877 wurde er korrespondierendes Mitglied der Académie des sciences. 1881 traf sich die französische geologische Gesellschaft in den Alpen, nicht zuletzt um Lory´s Theorien zu erörtern.
1883 war er Präsident der französischen geologischen Gesellschaft und er war Ehrenmitglied der belgischen geologischen Gesellschaft.

## Schriften

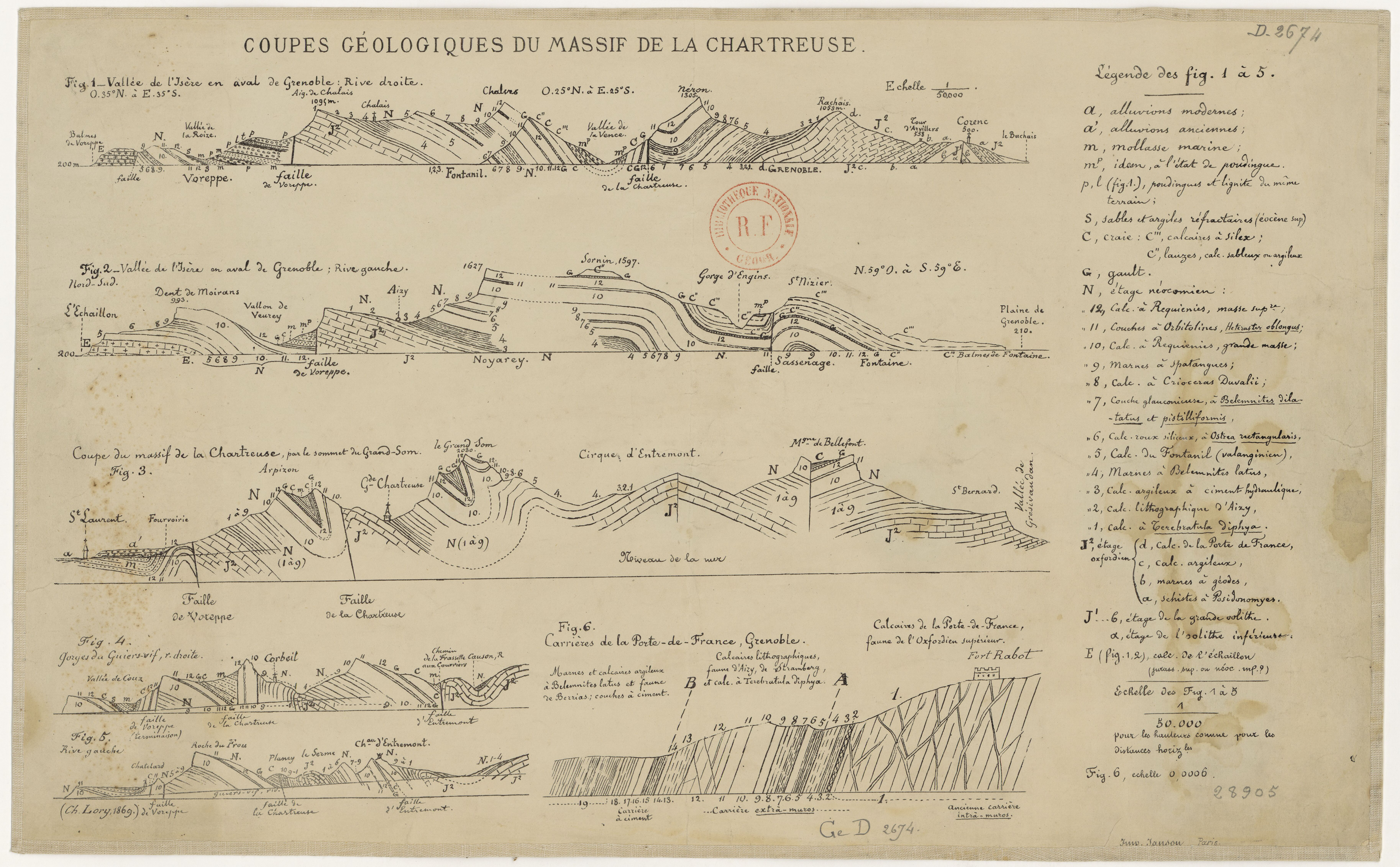
Coupes géologiques du massif de la Chartreuse

- Remarques sur les anthracites des Alpes, 1841
- Considérations géologiques sur le mont Salève, et sur les terrains des environs de Genève, 1843
- Observations sur la position relative des terrains des Alpes suisses occidentales et des Alpes de la Savoie, 1847
- Essai sur la géologie des montagnes placées entre la chaîne du Jura et le lac de Genève, 1850
- Mémoire sur les terrains liasique et keupérien de la Savoie, 1859
- Descriptions géologique du Dauphiné, Grenoble, Paris 1860, Mines ParisTech, Digitalisat
- Recherches géologiques dans les parties de la Savoie, du Piémont et de la Suisse voisines du Mont-Blanc, 1867
- H.-B. de Saussure et les Alpes, 1870
- mit Eugène Risler: Description géologie du canton de Genève, 1879
- Carte géologique du Dauphiné (Isère, Drôme, Hautes-Alpes), Grenoble 1858, Digitalisat